# Coupe d'Europe de hockey sur glace 1972-1973
Navigation
Coupe d'Europe 1971-1972 Coupe d'Europe 1973-1974
La Coupe d'Europe de hockey sur glace 1972-1973 fut la 8e édition de la Coupe d'Europe de hockey sur glace, première compétition européenne de club organisé par l'IIHF. La compétition se déroula d'octobre 1972 au 20 aout 1974.

## Premier tour
| Équipe 1              | Score                 | Équipe 2             |
| --------------------- | --------------------- | -------------------- |
| EC KAC                | 2:10, 3:9             | SG Dynamo Weißwasser |
| Düsseldorfer EG       | 11:5, 5:3             | HC Chamonix          |
| HK Olimpija Ljubljana | 2:2, 5:5 (3:1 t.a.b.) | HK CSKA Sofia        |
| Tilburg Trappers      | 5:1, 6:3              | SG Cortina           |
| Hasle/Løren IL        | 2:5, 3:6              | Podhale Nowy Targ    |
| Ferencvárosi TC       | forfait               | HC La Chaux-de-Fonds |

 Dukla Jihlava,    
 Ilves Tampere  :  qualifiés d'office

## Deuxième tour
| Équipe 1              | Score    | Équipe 2             |
| --------------------- | -------- | -------------------- |
| Tilburg Trappers      | 3:7, 1:8 | Düsseldorfer EG      |
| Podhale Nowy Targ     | 4:3, 0:9 | SG Dynamo Weißwasser |
| HK Olimpija Ljubljana | 3:0, 5:6 | Ferencvárosi TC      |
| Dukla Jihlava         | forfait  | Ilves Tampere        |

## Troisième tour
| Équipe 1             | Score                 | Équipe 2              |
| -------------------- | --------------------- | --------------------- |
| SG Dynamo Weißwasser | 4:2, 1:3 (0:1 t.a.b.) | Dukla Jihlava         |
| Düsseldorfer EG      | 5:3, 3:2              | HK Olimpija Ljubljana |

Brynäs IF ,    
 CSKA Moscou  : :  qualifiés d'office

## Demi-finales
| Équipe 1    | Score    | Équipe 2        |
| ----------- | -------- | --------------- |
| Brynäs IF   | 7:3, 2:2 | Düsseldorfer EG |
| CSKA Moscou | 6:0, 3:1 | Dukla Jihlava   |

## Finale
| Équipe 1  | Score     | Équipe 2    |
| --------- | --------- | ----------- |
| Brynäs IF | 2:6, 2:12 | CSKA Moscou |

## Bilan
Le CSKA Moscou remporte la 8e Coupe d'Europe.